# Gary Centeno
Gary Josué Centeno Lovo, (n. el 25 de diciembre de 1986 en San Carlos, Alajuela, Costa Rica) es un actor costarricense.

## Biografía
Gary Centeno en el año 2015 se trasladó a México con el firme sueño de convertirse en actor, siendo apoyado totalmente en su decisión por su familia, quienes como él, creyeron en sus sueños.
A lo largo de su trayectoria artística Gary Centeno ha participado en varios proyectos tanto de Televisa como de TV Azteca. De manera concreta sabemos que ha hecho su aparición en programas de televisión como: La rosa de Guadalupe, y Como dice el dicho. Y entre sus trabajos más destacables tenemos la película Dulces Tentaciones, donde se destacó por la interpretación de un personaje transexual, de nombre Vicky, quien mantendrá una relación con una señora mayor, mezclándose dos maneras de ver la vida totalmente diferentes.
Uno de los papeles más importantes para Gary Centeno se dio en 2018 con su papel de Rigoberto en la exitosa serie de Netflix conocida con el nombre de La casa de las flores. De acuerdo a lo que el mismo comentó en una entrevista, consiguió el papel gracias a su desempeño y dedicación, algo que es fundamental para la carrera de la actuación, cumpliendo con el tradicional protocolo del casting.
Actor que se ha desarrollado en cine, debutando en películas como: “Te presento a mi novio” que tuvo su estreno en salas de cine costarricenses.
En teatro ha participado en obras clásicas como “Decamerón”, o “Antídotos de amor”. También ha tenido oportunidad de aparecer en diversos programas unitarios.
Recientemente se graduó de la carrera de conducción y espera pronto comenzar a tener la oportunidad de desarrollar esa herramienta.

## Filmografía

### Televisión
- La jefa (2025) - Gael[3]
- Eternamente amándonos (2023) -  Claudio[4]
- Un día para vivir (2022) - Santi, Ep: Cuento de borrachos[5]
- Esta historia me suena (2021) - Josué, Ep: Ya es muy tarde[6]
- La casa de las flores (2018) - Rigoberto[7]
- Como dice el dicho (2018) - Robles y pinos, todos son primos.[8]
- Como dice el dicho (2017) - Amilcar, Ep: Humano es el errar y divino el perdonar [9]

### Programas & reality Shows
- Top Chef Vip (2024) - Participante[10]
- Survivor México (2021-2023) - Participante

### Cine
- Película "Marea Alta" de Juan Carlos Blanco.[11]

- "Vicky 'La Diabla'" en la Película "Dulces Tentaciones" de Óscar Blancarte.[12]

- "Diego" en la Película "Te presento a mi novio" de Soley Bernal.[13]